# نيك كريتندن
نيك كريتندن (بالإنجليزية: Nick Crittenden)‏ هو مدرب كرة قدم ولاعب كرة قدم بريطاني، ولد في 11 نوفمبر 1978 في براكنيل في المملكة المتحدة. شارك مع منتخب إنجلترا لكرة القدم C ‏. أما مع النوادي، فقد لعب مع تشيلسي ونادي ألدرشوت تاون ونادي بليموث أرجايل ونادي ويموث ويوفل تاون.

## وصلات خارجية
- نيك كريتندن على موقع قاعدة بيانات كرة القدم.إي يو (الإنجليزية)
- نيك كريتندن على موقع Soccerbase.com (لاعب) (الإنجليزية)
- نيك كريتندن على موقع عالم كرة القدم.نت (الإنجليزية)